# سینما شهر قصه

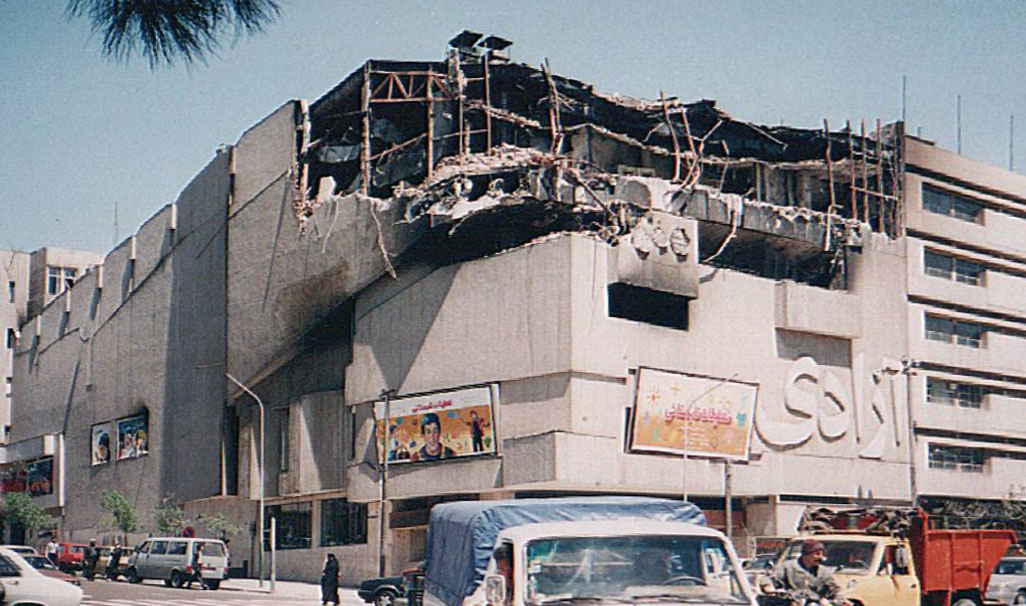
پس از حادثه آتش سوزی. ورودی سینما شهر قصه در سمت چپ تصویر دیده می‌شود.

سینما شهر قصه از سینماهای تهران بود. این سینما در ۱۲ اردیبهشت سال ۱۳۵۰ در چهارراه عباس‌آباد و در مجاورت سینما شهر فرنگ (بعدها با نام سینما آزادی) با ظرفیت ۱۴۷ نفر تأسیس شد. کلیه برنامه‌های این سینما در یک جلسهٔ خصوصی یک هفته پیش از نمایش عمومی برای نویسندگان مطبوعات و منتقدان به نمایش در می‌آمد. به عنوان نخستین گام فیلم مستند تریستانا (لوئیس بونوئل) بدین صورت به نمایش درآمد.
در حادثه آتش‌سوزی سینما آزادی در روز جمعه ۲۹ فروردین ۱۳۷۶، سینما شهر قصه نیز تعطیل شد و ساختمان آن برای جلوگیری از فروریختن احتمالی تخریب شد. در سال ۱۳۸۶ ساختمان جدید سینما آزادی در همان محل سابق سینما شهر فرنگ (آزادی) و شهرقصه افتتاح شد.